# كتونهم (كامبريدجشير)
كتونهم (بالإنجليزية: Cottenham)‏ هي قرية و أبرشية مدنية تقع في المملكة المتحدة في South Cambridgeshire. يقدر عدد سكانها بـ 6,200 نسمة .

## أعلام
- آدم دروري